# Nama hitchcockii
Nama hitchcockii là loài thực vật có hoa trong họ Mồ hôi. Loài này được Bacon mô tả khoa học đầu tiên.